# Gonanticlea siphla
Gonanticlea siphla är en fjärilsart som beskrevs av Louis Beethoven Prout 1939. Gonanticlea siphla ingår i släktet Gonanticlea och familjen mätare. Inga underarter finns listade i Catalogue of Life.